# Textura del suelo

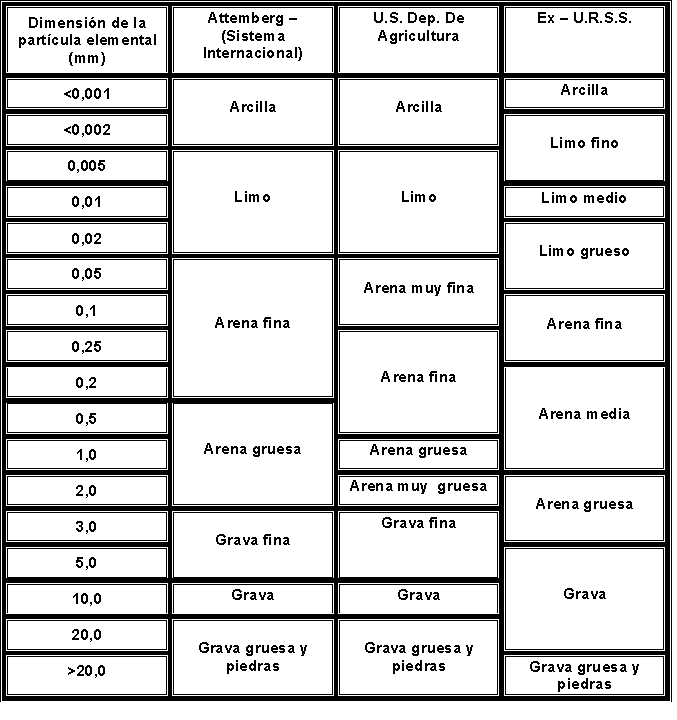
Clasificación de los suelos usada en diferentes países.

La textura del suelo se refiere a la cantidad y tamaño de las sustancias inorgánicas que posee: arena, limo y arcilla.
Una clasificación más detallada de los suelos se presenta en la tabla siguiente, la que da una primera indicación de las características de la constitución de los suelos y de la influencia que estas tienen en las propiedades de carácter agronómico de los mismos, como son la aeración del terreno, la permeabilidad, la capacidad de retención del agua, etc. Sin embargo, esta clasificación no tiene en cuenta la calidad y propiedad de determinados componentes del suelo, los cuales pueden provocar acciones determinantes sobre la dinámica del suelo mismo y sobre la relación agua suelo.

## Historia
La primera clasificación, el Sistema Internacional, fue propuesta por primera vez por Albert Atterberg en 1905 y se basó en sus estudios en el sur de Suecia. Atterberg eligió 20 μm como límite superior de la fracción de limo porque las partículas menores a ese tamaño no eran visibles a simple vista, la suspensión podía coagularse con sales, la capilaridad en 24 horas era más rápida en esta fracción y los poros entre las partículas compactadas eran tan pequeños que impedían la entrada de pelos radicales. La Comisión Uno de la Sociedad Internacional de Ciencias del Suelo (ISSS) recomendó su uso en el primer Congreso Internacional de Ciencias del Suelo en Washington en 1927. Australia adoptó este sistema, y sus intervalos logarítmicos iguales son una característica atractiva que vale la pena mantener. El Departamento de Agricultura de los Estados Unidos (USDA) adoptó su propio sistema en 1938, y la Organización de las Naciones Unidas para la Alimentación y la Agricultura (FAO) utilizó el sistema del USDA en el mapa mundial de suelos de la FAO-UNESCO y recomendó su uso.

## Clasificación de tipos de partículas
| Fracción de suelo | Diámetros (mm) (Clasificación de la USDA) | Diámetros (mm) (Clasificación de la ISSS) |
| ----------------- | ----------------------------------------- | ----------------------------------------- |
| Arcilla           | < 0,002                                   | < 0,002                                   |
| Limo              | 0,002 – 0,05                              | 0,002 – 0,02                              |
| Arena muy fina    | 0.05 – 0.10                               |                                           |
| Arena fina        | 0.10 – 0.25                               | 0,02 – 0,20                               |
| Arena media       | 0.25 – 0.50                               |                                           |
| Arena gruesa      | 0.50 – 1.00                               | 0,20 – 2,0                                |
| Arena muy gruesa  | 1.00 – 2.00                               |                                           |

En síntesis se pueden distinguir los siguientes 5 grupos:
- Suelos gruesos: S
- Suelos livianos: LS y SL
- Suelos de mezcla medianamente livianos: L; SiL y Si
- Suelos tendientes a pesados: SCL; CL y SiCL
- Suelos pesados: SC; SiC y C

Triángulo de textura de suelos, con las 12 clases mayores, y escalas de tamaño de partículas, USDA.

En los Estados Unidos, el Departamento de Agricultura de los Estados Unidos define doce clasificaciones principales de la textura del suelo: arenoso, arenoso-franco, franco-arenoso, franco, franco-limoso, limoso, franco-arcillo-arenoso, franco-arcilloso, franco-arcillo-limoso, arcillo-arenoso, arcillo-limoso y arcilloso. Las texturas del suelo se clasifican por las fracciones de cada suelo por separado (arena, limo y arcilla) presentes en un suelo. Las clasificaciones se denominan típicamente por el tamaño de partícula del constituyente primario o una combinación de los tamaños de partículas más abundantes, p. Ej. "arcilla arenosa" o "arcilla limosa". Un cuarto término, franco, se usa para describir propiedades iguales de arena, limo y arcilla en una muestra de suelo, y se presta a nombrar aún más clasificaciones, p. Ej. "franco arcilloso" o "franco limoso".
La determinación de la textura del suelo a menudo se realiza con el uso de un diagrama ternario triangular de textura del suelo. Un ejemplo de un triángulo de suelo se encuentra en el lado derecho de la página. Un lado del triángulo representa el porcentaje de arena, el segundo lado representa el porcentaje de arcilla y el tercero representa el porcentaje de limo. Si se conocen los porcentajes de arena, arcilla y limo en la muestra de suelo, entonces se puede usar el triángulo para determinar la clasificación de la textura del suelo.
El esqueleto y la arena, representan la parte inerte del suelo y tienen, por lo tanto, solamente funciones mecánicas, constituyen el armazón interno sobre las cuales se apoyan las otras fracciones finas del suelo, facilitando la circulación del agua y del aire.
El limo participa solo en forma limitada en la actividad química del suelo, con las partículas de diámetro inferior, mientras que su influencia en la relación agua – suelo no es insignificante, y se incrementa con el aumento de los diámetros menores de este.
La arcilla comprende toda la parte coloidal mineral del suelo, y representa la fracción más activa, tanto desde el punto de vista físico como del químico, participando en el intercambio iónico, y reaccionando en forma más o menos evidente a la presencia del agua, según su naturaleza. Por ejemplo, las arcillas del grupo de las caolinitas tienen una capacidad de intercambio iónico bastante reducida, y se hinchan poco en presencia del agua, mientras que las arcillas pertenecientes a otros grupos tienen una elevada capacidad de intercambio iónico y elevada capacidad hidratante.
Las propiedades químicas y físicas de un suelo están relacionadas con su textura. El tamaño y la distribución de las partículas afectarán a la capacidad del suelo para retener el agua y los nutrientes. Los suelos de textura fina, generalmente tienen una mayor capacidad de retención de agua, mientras que los suelos arenosos contienen grandes espacios porosos que permiten la lixiviación.

## Aspectos físicos de la textura del suelo
La textura del suelo tiene, a su vez, un aspecto fundamental en otros aspectos físicos del suelo: la superficie activa y la porosidad.

### Superficie activa o específica
La superficie activa de una partícula se define como el total de superficie de las partículas que lo componen por unidad de volumen (m2/m3) o por unidad de masa (m2/g), por lo que a menor tamaño de partículas, mayor será su superficie específica. También depende de la forma de estas partículas. La superficie activa de un suelo tiene un papel fundamental porque todas las reacciones químicas tienen lugar en la superficie del suelo. La cantidad de agua y de nutrientes que el suelo puede retener son directamente proporcionales a la superficie activa. Las arcillas, al ser laminadas, se caracterizan por presentar una elevada superficie activa. Algunas, como la montmorillonita, presenta superficie activa interna además de externa.

### Porosidad
La porosidad, representada por el volumen de espacios vacíos del suelo, también depende del tamaño de partícula, y se expresa como porcentaje del volumen total del suelo. La porosidad puede dividirse en dos subcategorías: macroporosidad (diámetros de partícula medio de más de 8 micras) y, que fundamentalmente contiene la atmósfera del suelo; y microporosidad (diámetros de partícula medio de menos de 8 micras) que son los que tienden a retener el agua y los nutrientes. Cuando los tamaños de partícula son grandes, el número de poros es menor y de mayor tamaño que cuando las partículas son pequeñas.